# 2Cellos (album)
2Cellos – wydany 10 czerwca 2011 debiutancki album chorwackiego duetu 2Cellos. W Japonii ukazał się 25 kwietnia 2012.

## Lista utworów

### Oryginał
1. „Where The Streets Have No Name” (U2)
2. „Misirlou” (temat z filmu Pulp Fiction) (Dick Dale)
3. „Use Somebody” (Kings of Leon)
4. „Smooth Criminal” (Michael Jackson)
5. „Fragile” (Sting)
6. „The Resistance” (Muse)
7. „Hurt” (Nine Inch Nails)
8. „Welcome To The Jungle” (Guns N’ Roses)
9. „Human Nature” (Michael Jackson)
10. „Viva La Vida” (Coldplay)
11. „Smells Like Teen Spirit” (Nirvana)
12. „With Or Without You” (U2)

### WersjaiTunes
Wersja iTunes zawierała wszystkie utwory z oryginalnej wersji albumu, z tym, że album w tej wersji zamyka cover „Fields of Gold” z repertuaru Stinga.

### Japońskaedycja
Po utworze „With Or Without You” znalazły się dodatkowo cztery utwory:
1. „Fields of Gold” (Sting)
2. „Welcome to the Jungle” (Live in Tokyo) (Guns N’ Roses)
3. „Human Nature” (Live in Tokyo) (Steve Porcaro i John Bettis)
4. „Smooth Criminal” (Live in Tokyo) (Michael Jackson)

## Single
Po wydaniu albumu trzy utwory z płyty znalazły się na małych krążkach: „Smooth Criminal”, „Welcome to the Jungle” (oba w 2011) oraz „Hurt” (w 2012). Do tych utworów 2Cellos nakręcili w swojej ojczyźnie promocyjne teledyski: do dwóch pierwszych utworów wideoklipy powstały w Puli, a do „Hurt” już w Rakalj.